# Oreolalax pingii
Espèce
Synonymes
- Scutiger pingii Liu, 1943

Statut de conservation UICN

 EN B1ab(iii)+2ab(iii) : En danger
Oreolalax pingii est une espèce d'amphibiens de la famille des Megophryidae.

## Répartition
Cette espèce est endémique du Sud de la province du Sichuan en République populaire de Chine. Elle se rencontre entre 2 700 et 3 300 m d'altitude dans les xians de Yuexi et de Zhaojue,.

## Étymologie
Cette espèce est nommée en l'honneur de Chih Ping (1886-1965).

## Publication originale
- Liu, 1943 : Two new Scutigers from Chao-Chiao-Hsien, Sikang. Journal of the West China Border Research Society, Series B, vol. 14, p. 35-39.